# お楽しみ箱〜水色の涙〜
『お楽しみ箱〜水色の涙〜』は、2017年7月5日に発表されたザ・ヒーナキャットのオリジナルアルバムである。

## 解説
メンバーチェンジの苦難を乗り越え発表されたザ・ヒーナキャットのフル・アルバム第二弾である。
新生ヒーナキャットとして「今までにない挑戦」をコンセプトに制作された意欲作である。

## 収録曲
1. Opening SE （1:03）
2. だいじょぶ （3:05）
  - 作詞・作曲：ひーちゃん
3. クラポ （3:17）
  - 作詞・作曲：ひーちゃん
4. 絆 （3:40）
  - 作詞・作曲：ひーちゃん
5. ふたりぼっち （2:52)
  - 作詞：ちの / 作曲：ひーちゃん
6. おもちゃ行進曲 （3:22)
  - 作詞：ちの / 作曲：ひーちゃん
7. はね （4:06)
  - 作詞・作曲：ひーちゃん
8. ラリルレロ （3:20)
  - 作詞・作曲：ひーちゃん
9. 願いはもう一度 （3:16)
  - 作詞・作曲：ひーちゃん
10. 何度でも （3:24)
  - 作詞・作曲：ひーちゃん
11. あいたい （4:55)
  - 作詞・作曲：ひーちゃん

## 演奏者
- なかじー - Drums (「おもちゃ行進曲」、「はね」、「願いはもう一度」、「何度でも」、「あいたい」)
- イノチン - Drums　(「だいじょぶ」、「クラポ」、「絆」、「ふたりぼっち」、「ラリルレロ」)
- ちの - Bass　Chorus
- ひーちゃん - Vocal　Keybord　 Guitar